# Cleveland Rock
Der Cleveland Rock ist eine Klippe vor der Nordküste Südgeorgiens. Er liegt unmittelbar vor dem Kap Buller auf der Westseite der Einfahrt zur Bay of Isles.
Der South Georgia Survey bestimmte während seiner von 1951 bis 1957 dauernden Vermessungskampagne die geografische Position des Felsens. Das UK Antarctic Place-Names Committee benannte ihn 1958 nach Benjamin D. Cleveland (1844–1925), Kapitän der Brigg Daisy aus New Bedford, mit der der US-amerikanische Ornithologe Robert Cushman Murphy Südgeorgien zwischen 1912 und 1913 erkundet hatte.